# 瓦歷斯·諾幹
瓦歷斯·諾幹（泰雅語：Walis Nokan，1961年8月22日—），出身臺灣臺中和平 M'ihu 部落泰雅族 Pai-Peinox 群的作家。曾將名字音譯為瓦歷斯·尤幹，後來返回部落投入田野調查，發現名字拼音上的錯誤，而正名為瓦歷斯·諾幹。
早年閱讀周夢蝶、余光中、洛夫、楊牧等詩人作品，後來受吳晟影響，開始專注於「勞苦大眾」的生活。最初以筆名柳翱發表第一本散文集《永遠的部落》，價值觀和文化觀接近漢人。1990年代，創辦原住民文化刊物《獵人文化》及「臺灣原住民人文研究中心」，展現出有關泰雅族的文學風格，並參與《原報》、《南島時報》、《山海文化雙月刊》等刊物編輯工作，爭取主流媒體外的對話平台。
曾獲多項文學獎。1996年，以〈伊能再踏查〉獲得時報文學獎新詩類評審獎；同年並出版散文集《戴墨鏡的飛鼠》，確立寫作方向。
此外，他曾於花蓮縣富里國小、臺中縣梧南國小、臺中市自由國小、靜宜大學、國立成功大學臺文所、國立中興大學中文系等校系擔任教師。

## 生平概略

### 出生與學生時代
出生於台中縣和平鄉Mihu部落（今台中市和平區自由里雙崎社區），就讀部落自由國小。瓦歷斯‧諾幹離鄉就讀以客家人為主的東勢國中以後，才發現原住民是相對弱勢的族群，在國中時期受到同學言語羞辱，為了證明泰雅的小孩並非野蠻、缺乏知識，他努力讀書，並想考上師專體系當個社會地位較高的老師。瓦歷斯‧諾幹第一次感受到文學的魅力是在15歲，聯考前，在大姨丈家中讀到「青年戰士報」的副刊文章，猶如發現新大陸。考上省立台中師專後，瓦歷斯在師專遇到了布農族同學，才意識到這世界還有其他在台灣被視為「山地人」的人。在師專時，因為社會環境的價值觀，他開始憎恨部落的窮困，不明白為何部落總是跟不上平地社會。

### 軍中生活
19歲時，拒絕參與預官考試，在當兵前的暑假躲到清水鎮寫小說。同年底，到前線金門當兵，想成為「捍衛戰士」，卻擔任師部參謀長文書，躲在碉堡內抄寫作戰計畫。後來參謀長換人，發現瓦歷斯是「非國民黨員」，懷疑此人潛伏良久，先關禁閉一個月，再下放到步兵連。退伍時因為始終未見過「共匪」而深感遺憾。

### 族群意識覺醒
1983年開始以「柳翱」為筆名開始創作，同年8月開始在花蓮縣富里國小任教。1985年7月調回台中梧棲區的梧南國小，9月認識了台灣社會主義，大量閱讀《夏潮》雜誌，也加入工黨，參與許多黨外活動，涉獵戒嚴時的禁書，得知原住民以及社會大環境的現況。開始發表許多有關台灣原住民議論的文章。1988年8月申請調到豐原市富春國小，因此可以經常往返部落。不再使用「柳翱」、「吳俊傑」等名稱，開始以本名「瓦歷斯‧尤幹」寫一些評論性文章投書媒體。1989年，與排灣族、魯凱族友人羅拉登‧巫馬司、卡力多艾‧卡比、台邦‧撒沙勒於屏東共同創辦《原報》，為一份原住民自辦報刊，主要報導原住民相關新聞、專論、文學、口傳史話、傳說、文化等。
1990年與當時的妻子利格拉樂·阿𡠄合辦《獵人文化》雜誌，開始用自己的方式進行原運，期望營造原住民盡情發聲的園地。《獵人文化》於1992年10月1日改組為「台灣原住民人文研究中心」。除了田野調查工作與部落史撰寫的持續深入外，更著重在大專院校原住民文化工作者的培育；理念在於，唯有紮實地從文化底層出發，建立起原住民失去已久的信心，才足以抵禦物質文明與國家暴力的入侵，也才能延續美好而有意義的文化資產。

### 回到部落與國際參與
1994年回歸部落，因在部落中田野調查時發現名字拼音上的錯誤，更名為瓦歷斯·諾幹。回到母校自由國小任教，推展部落文化工作。
1999年家鄉Mihu部落受到921地震重創，發起「Mihu重建團隊」搶救和重建規劃家鄉的未來。同年10月15日創辦雙崎社區報《MIHU快訊》，希望以文字傳播雙崎災後的狀況給社會大眾。這一次的大地震也喚醒他想積極傳承文學給下一代的決心，從那時開始，他更用力推廣閱讀與寫作。
2003年行政院文化建設委員會率領臺灣作家赴日本訪問暨參加「台日文化交流研討會」，他與夏曼‧藍波安等出席。
2015年受邀參加尼加拉瓜第11屆格拉納達國際詩歌節，為台灣首次推派原住民詩人代表出席該國際詩歌節。
2015年〈山有夢〉法語版詩集出版，參與由駐法國台灣文化中心與法國南特詩歌之家合作舉辦巡迴座談。

### 自由寫作
《瓦歷斯‧諾幹2012：自由寫作的年代》記錄了其在2012年巡迴全臺各地演講的心得、閱讀體會、二行詩教學實況，及與學生們互動過程；收錄由其親自挑選，來自全國各地新手詩人的傑出詩作。
其自由寫作活動為至今仍在持續，不定期在各地學校、機構舉辦活動、課程。鼓勵並階段式的訓練學童寫作，以期激發對文學的熱情。

## 爭議
2023 年 #MeToo 相關指控
在 2023 年台灣 #MeToo 運動期間，作家瓦歷斯·諾幹（Walis Nokan）被指控於 2021 年 11 月的一場公開活動中對年輕女性有不當肢體行為。2023 年 6 月，李紫彤等人在社群媒體揭露此事後，瓦歷斯·諾幹以妨害名譽罪提告。然而，案件最終以不起訴處分確定。
2025 年 3 月，民間司法改革基金會（司改會）召開記者會，指控偵辦此案的檢察官在偵訊過程中表現出性別歧視言行，並向檢察官評鑑委員會提出評鑑請求。司改會強調，#MeToo 相關案件應確保司法程序符合性別平等原則，避免受害者在司法過程中遭受二次傷害。

## 文學風格

### 創作初期（吳俊傑時期）
瓦歷斯於師專求學間開始他的創作生涯，以「吳俊傑」為筆名，以詩和散文為主，並模擬現代主義技巧。當時政治氛圍緊張，台灣現代主義文學最鮮明的標誌是政治冷感、遠離現實，而瓦歷斯在當時也對自己的部落、社會感到冷感。三年級時進入慧星詩社，熟讀周夢蝶、余光中、洛夫、楊牧等人詩作，並嘗試寫下第一首現代詩創作「上帝之死」。後因接觸吳晟詩作，對現代詩的觀點產生變化，開始關注社會底層生活。

### 柳翱時期
瓦歷斯在小學教書時，以「柳翱」為筆名創作，作品著重在描繪他與學童的互動以及對他們的關懷，針對小孩、學生寫了許多「興學童書」、「學童記載」系列作品(收錄於山是一所學校)。結拜大哥林輝熊建議他可以編寫一些關於自己部落的故事，瓦歷斯卻發現自己一個字也寫不出來。1985年9月接觸台灣社會主義，開始發表「部落記事」、「部落記載」系列散文創作，內容首先記載自己的部落，後來收錄於《永遠的部落》散文集。而相關詩作〈孤挺花〉、〈親愛的，我不再寵你〉皆收入於1985及1986年爾雅年度詩選。

### 瓦歷斯‧尤幹時期
以本名「瓦歷斯‧尤幹」寫一些評論性的文章投書媒體，在《自立早報》、《自立晚報》、《民眾日報》、《台灣時報》、《自由時報》、《環球日報》、《首都早報》、《中國論壇》、《台灣春秋》、《文星》等報刊雜誌發表，這些媒體的共通點就是都偏向在野與弱勢的聲音。1989-1991年的評論文章收錄於1992年出版的《番刀出鞘》中。

### 瓦歷斯‧諾幹時期
創辦《原報》報導原住民相關新聞，其中包含原住民的心聲園地「民族論壇」，主要針對當代社會制度與現象作深刻的反省與批判。《獵人文化》雜誌除了有原住民大事件、原住民論壇、族群歷史、與世界原住民接軌等設計外，每一期必定有實地到部落踏查的田野報告，瓦歷斯在下筆為文時，習慣性地穿插各部落的歷史人文資料，實地瞭解該部落今日的困境與政策的失當。這樣的田野調查，讓瓦歷斯能更瞭解原住民底層的聲音。1994年回部落定居，對故土親族有更強烈的思念，更肩負了能否延續族群文化的強烈使命。

## 著作

### 散文
- 《永遠的部落》（晨星，1990）：思索族群生命的泰雅筆記，一本拾回泰雅族人失落已久的人與土地的記憶。全書分「部落手記」、「浮游族群」、「泰雅筆記」三部份。[14]
- 《番刀出鞘》（稻鄉，1992）：主要收錄瓦歷斯‧諾幹1989年與1990年間，發表於報刊的三十八篇評論，是作者紮根本土，深耕原鄉的力作。[12]
- 《戴墨鏡的飛鼠》（晨星，1997）：一個三十歲的泰雅漢子，重新攤開歲月的痕跡時，才猛然發現到，教科書不再記述泰雅的歷史；教科書不再鋪陳泰雅精神的可貴；教科書不再記載台灣這塊土地的人文。一位原住民以荒野的觀點，鋪陳當代文明社會的黑色喜劇。[15][12]
- 《番人之眼》（晨星，1999）：文字間的部落心事，處處呈現作者驃悍風格與幽默品味，深刻描繪原住民的種種問題與心境。[12]
- 《迷霧之旅：紀錄部落故事的泰雅田野書》（晨星，2003）；再版（布拉格文化，2012）：傳說山林裡住著許多的祖靈，會悄悄地收集族人的語言寄藏在山谷山坳處，等待某個人在某個時刻召喚這些被收藏起來的聲音，再次撼動大地。[12]
- 《城市殘酷》（南方家園，2013）：集結瓦歷斯諾幹近二十年於報章雜誌所發表或獲獎之短篇作品書寫歷程，伴隨著整個大時代的變動，透過作家其筆下的角色和故事，部落青壯年的外遷在舊有習俗和城市生活受到的新衝擊後，或起或落。[16]
- 《七日讀》（印刻文學，2016年）：以上帝創世七日為喻，收錄1999至今，瓦歷斯．諾幹以澄澈的智識之眼所記錄下一切，來自林野的呼喚與部落生命印記。[17]

### 報導文學
- 《荒野的呼喚》（晨星，1992）：作者深入原住民各部落從事部落變遷的觀察報告，將觸角深入到務實的田野工作與部落史的撰寫，是遠涉山林部落的人文報告。[1]

### 詩
- 《泰雅孩子．臺灣心》（臺灣原住民人文研究中心，1994）：自費出版了第一本詩集，共收錄四十一首詩，分五輯，紀錄他所觀察的1986-1993年的臺灣社會、政治。
- 《山是一座學校》（臺中縣立文化中心，1994）：是作者「個人記憶的一段補白」，收集了他師專畢業後初為人師的心情與對學生的關愛，其中有些是模擬童言童語的童詩童趣。[4]
- 《想念族人》（晨星，1994）：在歷史中回顧原住民所走過的崎嶇道路，許多關於族群衰落與都市文化入侵的蒼茫回憶，這是一本誠實反映原住民心情的詩集。[12]
- 《伊能再踏查：記憶部落族群的泰雅詩篇》（晨星，1999）：伊能的台灣踏查日記歷歷言說著部落族群的印象，如今這些印象卻是陌生的記憶。瓦歷斯以詩的語言，隨著伊能的行蹤，在記憶中翻山越嶺。[12]
- 《當世界留下二行詩》（布拉格文化，2011）：以極簡的形式，挑戰詩藝和語境的實驗風格，觀察視角從台灣的土地與家園，擴及到族群、社會乃至世界的關懷。[12]

### 小說
- 《瓦歷斯微小說》（二魚文化，2014）：瓦歷斯‧諾幹近年來嘗試創作、發表的微型小說結集，各篇皆為獨立、完整的故事，圍繞著主題反映出作者對於社會、歷史與生活閃現的片段靈光與思索。[18]
- 《戰爭殘酷》（印刻文學，2014）：瓦歷斯從山林出發，替讀者獵回第三世界的戰爭殘片，用台灣原住民的處境做經緯，織出一幅關於戰敗者與弱裔的殘酷生存圖像。[19]

### 論述
- 《臺灣原住民史：泰雅族史篇》（國史館臺灣文獻館，2002）：由歷史的觀點，蒐羅文獻資料，參以鄉野傳說，撰成。共分「導論」、「口述歷史時代」、「部落的形成」、「對外關係與納入國家體系」、「日據時代」、「進入新國家」等六章，篇末附以人物誌。[12]

### 傳記
- 《泰雅先知：樂信．瓦旦──桃園老照片故事2》（桃園縣文化局，2005）

### 文字相關著作
- 《字字珠璣》（國家，2009）：作者揀選出平面媒體上的錯別字詞，將例證詳加整理後，歸納成三卷百則的內容。希望以此喚起大家對精準使用文字的重視，提筆為文時能字斟句酌，真正展現文字的優美內涵。[12]
- 《字頭子》（上、下二冊）（印刻，2013）：依山川草木、蟲魚鳥獸、人類文化等分類法，講一個字從甲骨文到金文、小篆、楷體的變化過程，像是在說故事一般，讓讀者看完便能懂得。[20]

### 其他
- 《泰雅影像紀錄展專輯》（臺中縣立文化中心，1995）：一八三張泰雅歷史影像，除紀錄和平鄉各山地部落之生活過程外，還有日據時期日本政府所發行的明信片數套。
- 《瓦歷斯．諾幹2012：自由寫作的年代》（國立臺灣大學出版中心，2012）：記錄瓦歷斯巡迴全臺演講的心得、自己的文學創作與閱讀心得，及他所收到來自全國各地的新手詩人優秀詩作。[21]
- 《荒野發聲》（稻鄉出版社，2014）：本書的文章先後自1991年到2004年發表，幾乎涵蓋當時台灣社會良知的運動者與原住民族知識份子關切的議題。[22]

## 獎項
- 1987年〈軌道〉一詩獲鹽分地帶文學營詩獎第三名
- 1987年〈汙名的背負〉一文獲鹽分地帶文學營散文獎第一名
- 1989年〈獵人〉一文獲西子灣文學獎散文首獎
- 1992年〈關於泰雅(Atayal)〉獲現代詩社81年度詩獎
- 1993年〈Mihuo:土地記事〉獲得「第16屆時報文學獎報導文學類·評審獎」

|                                             | 這幾年，我就在老人的神話傳說中漸漸地啟蒙，我的夢也開始緩緩地成形。例如:回到部落成立一座孩子的圖書館，用族人的口傳編寫一冊冊的童話故事，在老家開設談天居，邀請族人圍爐夜談，固定請老人講述生命史......你問我得獎的事，哦！獎金可以開始實現我的小小的夢，蓋一間部落孩子的圖書館，不是冷氣房的那種，是有花、有樹木、有泥土的，可以在小孩心中豢養夢想得圖書館，喜歡的話，你就來找我！」 |
| ——第16屆時報文學獎報導文學類·評審獎得獎感言 | |

- 1994年〈Bei-su上小學〉獲得「教育部文藝創作獎」第一名
- 1994年〈Losin‧Wadan 殖民、族群與個人〉（樂信·瓦旦）獲得時報文學獎報導文學類·首獎

|                                          | 在這一年關於族人白色恐怖的田野調查裡，往返中、北部與花東、南部的旅程中，爬梳那些族人最不忍述說的心靈與歲月時，我知道，這對我是一段啟蒙與成長的歷程。我一直沒有忘記，當初二十年頭，一心想要護衛族群尊嚴而被捕入獄的族老，四十多年以後的今日，頭上的白髮依然不肯蟄伏而顯現飛揚的意志，族老說：｢我們是從Pinsbuogang（泰雅族的神話起源地，漢譯:賓斯博干，原意為使石頭破裂。）來的，祖先就是穿越困難、突破石頭而來到這個世界的。你要記住，我們泰雅族是個突破石頭的孩子！寫完〈Losin Wadan〉，我清楚地知道，這只是突破石頭的第一步，學習與追懷祖先的精神，一直是我與這一代的族人努力的目標。」 |
| ——1994年時報文學獎報導文學類首獎得獎感言 | |

- 1995年「陳彥吾詩獎」
- 1995年 現代詩社「年度詩獎」
- 1995年 詩集《想念族人》獲第五屆「陳秀喜詩獎」（笠詩社主辦）
- 1996年《伊能再踏查》獲得「時報文學獎」新詩評審獎
- 1996年〈把文明與荒野繫兩端：大安溪上的橋變〉獲得「我心中的一座橋」徵文，社會組優等獎
- 1997年「時報文學獎」新詩甄選獎
- 1998年〈ATAYAL(爭戰1896~1930)〉獲得「台灣文學獎」現代詩首獎
- 1998年〈人啊！人〉獲得「第一屆台北文學獎 城街的指紋」散文類首獎
- 1998年〈看到彩虹橋了嗎〉獲得「聯合文學小說新人獎」短篇小說推薦獎
- 1998年〈迷霧之旅〉獲得「第一屆長榮寰宇文學獎」佳作
- 1998年〈威爾斯記載〉獲得「第二十屆聯合報文學獎」
- 2002年〈走過裂島的痕跡〉「時報文學獎」新詩鎮書寫獎
- 2002年〈旅行〉獲得「聯合文學小說新人獎」推薦獎
- 2011年〈七日讀〉獲第33屆聯合報文學獎散文大獎

|                                                        | 〈七日讀〉寫美洲原住民處境，也回應我所居住的部落，這是一段苦難鍛造的歷程，歷史如是，本文也如是數度遭到退稿的命運。幸賴評審看到了其中幽微的光芒，讓他從幽暗的檔案裡飛翔，見證了微弱的光芒也能直射人心」 |
| ——第33屆聯合報文學獎散文大獎得獎感言〈苦難鍛造的歷程〉 | |

- 2011年〈小詩學堂〉獲吳濁流文學獎新詩獎正獎[3]
- 2023年獲真理大學頒發第27屆台灣文學家牛津獎。[24]

## 外部連結
- 瓦歷斯.諾幹&自由寫作 （页面存档备份，存于）（Facebook粉絲專頁）
- Walis Nokan （页面存档备份，存于）（Facebook）
- 瓦歷斯．諾幹數位主題館 （页面存档备份，存于）（國立臺灣文學館 （页面存档备份，存于）委託國立中興大學建置）